# Fissidens arcuatulus
Fissidens arcuatulus är en bladmossart som beskrevs av Brotherus och William Walter Watts 1915. Fissidens arcuatulus ingår i släktet fickmossor, och familjen Fissidentaceae. Inga underarter finns listade i Catalogue of Life.